# Lubsza (rzeka)
Lubsza (Lubica) – rzeka, prawy dopływ Nysy Łużyckiej o długości 68,26 km i powierzchni dorzecza 914,1 km².
Rzeka płynie w województwie lubuskim. Jej źródła znajdują się we wsi Olbrachtów na skraju Wzniesień Żarskich. Płynie przez rozległe łużyckie lasy sosnowe i bagniste doliny. Początkowo płynie dość wartko w kierunku północnym. Między Jasieniem a Lubskiem skręca na zachód. Przepływa przez Olbrachtów, Miłowice, Suchleb, Lipinki Łużyckie, Brzostową, Lipsk Żarski, Jasień, Lubsko, Mierków, Ziębikowo, Jałowice, Starosiedle, Gębice, Stargard Gubiński, Czarnowice, Pleśno, Żenichów i Gubin, gdzie uchodzi do Nysy Łużyckiej.
Prawobrzeżne dopływy Lubszy stanowią Golec, Kanał Młyński (Ług), Kurka, Sienica, Uklejna i Żeleźnik, a lewobrzeżne Jeziorna (Pstrąg), Makówka, Rzeczyca (Tymnica) i Śmiernica.
Po raz pierwszy wzmiankowana w 1435 jako Lobischa od łużyckiego wyrazu "luby" – miły. Później nazwa ewoluowała: Lubost, Lubist, Lubst. Do dziś w Gubinie rzekę nazywa się Lubicą. W przeszłości niepozorna Lubsza powodowała wielokrotnie groźne powodzie, m.in. w latach: 1595, 1609, 1613, 1625, 1654, 1675, 1713, 1749, 1785, 1894, 1926, 1930, a później także w latach 1948, 1957, 1974, 1981. Mechanizmem powodującym stosunkowo częste rozlewanie się wód Lubszy u jej ujścia jest próg wodny rzeki głównej – Nysy Łużyckiej. Spływ jej jest wolniejszy, co przyczynia się do spiętrzania wód w jej dopływach. Uregulowania biegu doczekała się dopiero przy okazji budowy uruchomionej 1 września 1847 Kolei Dolnośląsko-Marchijskiej – jednej z pierwszych linii kolejowych w Niemczech, łączącej stolicę Prus – Berlin ze stolicą Dolnego Śląska – Wrocławiem. 
Obecnie mocno zanieczyszczona; sytuacji nie poprawiło nawet wybudowanie oczyszczalni w Lubsku, jako że jedynie część ścieków miejskich do niej trafia. Pozostała część kanalizacji odprowadza je bezpośrednio do rzeki bez jakiegokolwiek oczyszczenia.